# Лох-Дранкі
Лох-Дранкі (шотл. гел. Loch Drongaidh, вимовляється [l̪ˠɔx ˈt̪ɾɔŋkɪ]) — прісноводне озеро в Троссахах поблизу Аберфойла в Стерлінгу, Шотландія.
Озеро добре відоме з 19 століття великим запасом щуки та форелі. Сезон риболовлі триває зі середини березня до початку жовтня.